# Sauer-Kreuz

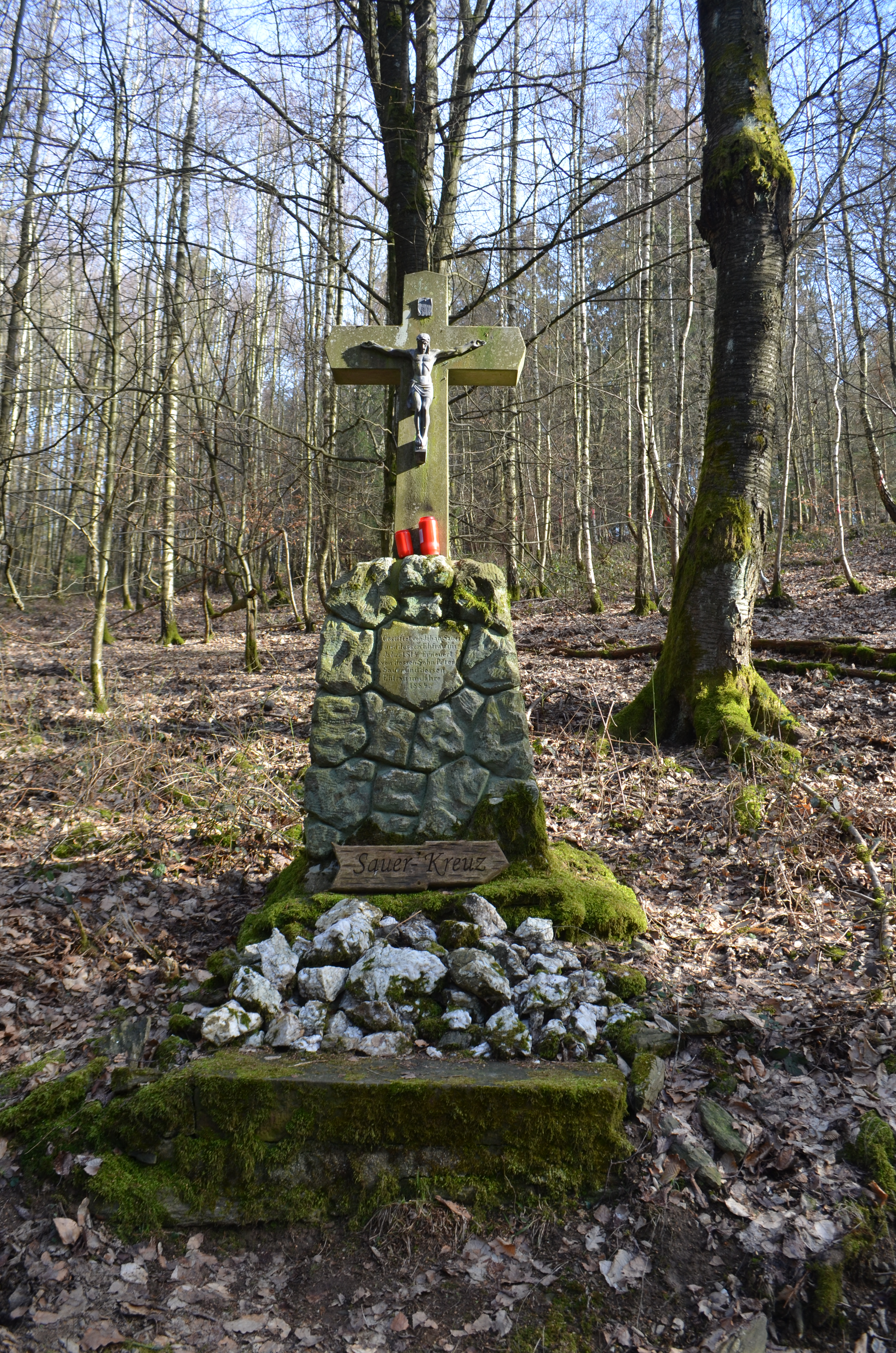
Das Sauer-Kreuz (2019)

Das Sauer-Kreuz ist ein steinernes Flurkreuz am Berg Staufen im Mittelgebirge Taunus. Es steht in der Nähe von Eppstein, auf dem Gebiet der Stadt Kelkheim (Taunus). Das Flurkreuz wird mit einem wahrscheinlich legendären Überfall des Räubers Schinderhannes (1779–1803) in Verbindung gebracht.

## Lage
Das Flurkreuz steht am Südhang des Staufen auf dem Weg von Eppstein zum Gimbacher Hof in Kelkheim, den früher der Amtsbote in Richtung des Amtes Höchst ging (sogenannter Amtsbotenweg).

## Beschreibung
Das Flurkreuz besteht aus einem Kruzifix auf einem Sockel aus imitierten Bruchsteinen mit der Inschrift: „Gestiftet von Johan Sauer und dessen Ehfrau [sic] im Jahre 1814. Erneuert von dessen Sohn Peter und dessen Ehfrau im Jahre 1884.“

## Geschichte
Das Flurkreuz wurde 1814 vom Eppsteiner Amtsboten und Zimmermeister Johann Sauer wahrscheinlich aus Holz errichtet. Im Jahr 1884 wurde es von dessen Sohn Peter in Stein erneuert. Während des Zweiten Weltkriegs soll das Kruzifix bei der Explosion einer verirrten Flakgranate durch herabstürzende Buchenäste zertrümmert worden sein. Vermutlich 1950 wurde das Kruzifix von Heinrich Sauer (1893–1959), dem Urenkel des Flurkreuz-Stifters und Präsident des Landesarbeitsamtes Hessen, erneuert. Dieser schrieb 1951: „Nur der Sockel blieb erhalten. Ich ließ das steinerne Kreuz erneuern und entsprechend der Architektur der heutigen Zeit gestalten.“ Im Jahr 1990 beschädigte der Orkan Wiebke das Flurkreuz.

## Schinderhannes-Überfall
Anlass der Errichtung soll der angebliche Überfall des Schinderhannes auf Sauer an einem Januartag des Jahres 1801 gewesen sein. Schinderhannes habe einen Steckbrief von sich erbeuten wollen. Der Räuber soll den Amtsboten niedergeschlagen und ohnmächtig liegen gelassen haben. Sauer sei nur durch ein Wunder nicht erfroren und habe sich am nächsten Morgen mit letzter Kraft nach Eppstein geschleppt. Gefördert wurde die spät entstandene Legende durch einen kleinen Artikel des Lehrers Julius Brumm aus Eppstein (Pseudonym J.B.–E.) in der Zeitschrift Nassovia aus dem Jahre 1901. Der Autor zitierte darin eine angebliche Aussage des Schinderhannes vor dem Mainzer Gericht: „Ich habe im Leben niemals einen Menschen getötet; nur im Staufen bei Eppstein schlug ich einen Boten zu Boden, daß er regungslos liegen blieb, ob er noch lebt oder tot ist, weiß ich nicht.“ Brumm gab dabei nicht die Quelle an aus der er scheinbar zitierte. Der Überfall ist quellenmäßig unbelegt und sein Anlass (Steckbrief) unwahrscheinlich. Vermutlich wurde das Kreuz lediglich aus Frömmigkeit errichtet.

## Quelle
- Gunther Krauskopf: Das Sauer-Kreuz am Staufen : Ein Beitrag zur Schinderhannes-Legende. In: Kreisausschuß des Main-Taunus-Kreises (Hrsg.): Zwischen Main und Taunus : Jahrbuch des Main-Taunus-Kreises 1994. 1993, S. 37–41.